# Dimitar Gešov
Dimitar Ivanov Gešov (Svištov, 14. rujna 1860. – Sofija, 8. siječnja 1922.) je bio bugarski general i vojni zapovjednik. Tijekom Prvog svjetskog rata zapovijedao je 2. trakijskom pješačkom divizijom i 1. armijom na Balkanskom i Solunskom bojištu.

## Vojna karijera
Dimitar Gešov je rođen 14. rujna 1860. u Svištovu. Sin je Ivana Dimitrova i Lukše Gešov. Školovao se u Plovdivu i Svištovu, nakon čega se kao dragovoljac javlja u rusku vojsku u okviru koje sudjeluje u Rusko-turskom ratu služeći u 55. pješačkoj pukovniji ruske vojske. Po završetku rata, od 1880. školuje se u Vojnom učilištu za pješaštvo u Odesi, nakon čega se nalazi na službi u 11. pješačkoj pukovniji. Vraća se u Bugarsku, gdje je u kolovozu 1883. promaknut u čin poručnika, te sudjeluje u Srpsko-bugarskom ratu. U navedenom ratu zapovijeda satnijom u 3. bdinskoj pješačkoj pukovniji u okviru koje sudjeluje u bitkama kod Breznika i Pirota. U ožujku 1886. unaprijeđen je u čin satnika, dok čin bojnika dostiže u kolovozu 1889. godine. Godine 1890. imenovan je pomoćnikom Glavnog revizora u ministarstvu rata, nakon čega zapovijeda 3. pješačkom pričuvnom pukovnijom. 
U svibnju 1902. promaknut je u čin pukovnika, a te iste godine postaje zapovjednikom 4. plevenske pješačke pukovnije. Navedenom pukovnijom zapovijeda do 1903. kada je imenovan zapovjednikom 1. brigade 2. trakijske pješačke divizije. Tijekom Prvog balkanskog rata zapovijeda 2. brigadom 2. trakijske pješačke divizije, da bi u prosincu 1912. postao zapovjednikom 2. trakijske pješačke divizije s kojom sudjeluje u Bitci kod Krivolaka. Nakon završetka Prvog balkanskog rata, u lipnju 1913., unaprijeđen je u čin general bojnika. Tijekom Drugog balkanskog rata 2. trakijska pješačka divizija kojom zapovijeda sudjeluje u borbama kod Krivolaka, te zajedno sa 7. rilskom pješačkom divizijom u Bitci kod Kalimancija.

## Prvi svjetski rat
Druga trakijska pješačka divizija kojom je zapovijedao Gešov nalazila se na početku ratnih djelovanja na Balkanskom bojištu u sastavu 2. armije kojom je zapovijedao Georgi Todorov. U sastavu iste Gešov sudjeluje u zauzimanju Velesa, Štipa i Kumanova. U prosincu 1916. Gešov je imenovan zapovjednikom 1. armije zamijenivši na tom mjestu Klimenta Bojadžijeva koji je nakon neuspjeha u bitkama tijekom jeseni dao ostavku. Zapovijedajući 1. armijom tijekom 1917. uspješno odbija savezničke napade u Bitkama kod Monastira, Dorjanskog jezera i Crnoj reci. Za navedene uspjehe u svibnju 1917. promaknut je u čin general poručnika.
Nakon bugarskog neuspjeha u Bitci kod Skra-di-Legena u svibnju 1918., smijenjen je s položaja zapovjednika 1. armije, te imenovan zapovjednikom Moravske vojno-inspekcijske oblasti. Na mjestu zapovjednika 1. armije zamijenio ga je Stefan Nerezov. 

## Poslije rata
Nakon završetka rata Gešov obnaša dužnost inspektora pogranične vojske. U lipnju 1919. unaprijeđen je u čin generala pješaštva i premješten u pričuvu.
Preminuo je 8. siječnja 1922. u 62. godini života u Sofiji.

## Vanjske poveznice
(bug.) Dimitar Gešov na stranici Boinaslava.net

(češ.) Dimitar Gešov na stranici Valka.cz

(rus.) Dimitar Gešov na stranici Hrono.ru